# Tangla
Tangla és un gènere d'arnes de la família Crambidae.

## Taxonomia
- Tangla polyzonalis (Hampson, 1898)
- Tangla sectinotalis (Hampson, 1898)
- Tangla zangisalis (Walker, 1859)